# Sextario
Sextario es una medida para líquidos que usaban los Romanos. 
Equivale a 0,5468 litros. Se dividía en doce partes iguales a las que llamaron ciatos. El sextario era la sexta parte del congio. A las doce partes en que se dividía les llamaron:
- sextante al que tenía dos ciatos
- cuadrante al que tenía tres
- triente al que tenía cuatro
- etc.

En el sextario cabían veinte onzas de agua o vino, regulando por ninguna la diferencia del peso de los dos licores. En el ciato cabía una onza y dos tercios: de miel cabían en el sextario treinta onzas y de aceite, dieciocho según varios autores. 